# Няліна
Ня́ліна (рос. Нялина) — присілок у складі Ханти-Мансійського району Ханти-Мансійського автономного округу Тюменської області, Росія. Входить до складу Нялінського сільського поселення.
Населення — 81 особа (2010, 70 у 2002).
Національний склад станом на 2002 рік: росіяни — 54 %, ханти — 32 %.